# Cucullia propinqua
Cucullia propinqua là một loài bướm đêm trong họ Noctuidae.